# Shōtengai

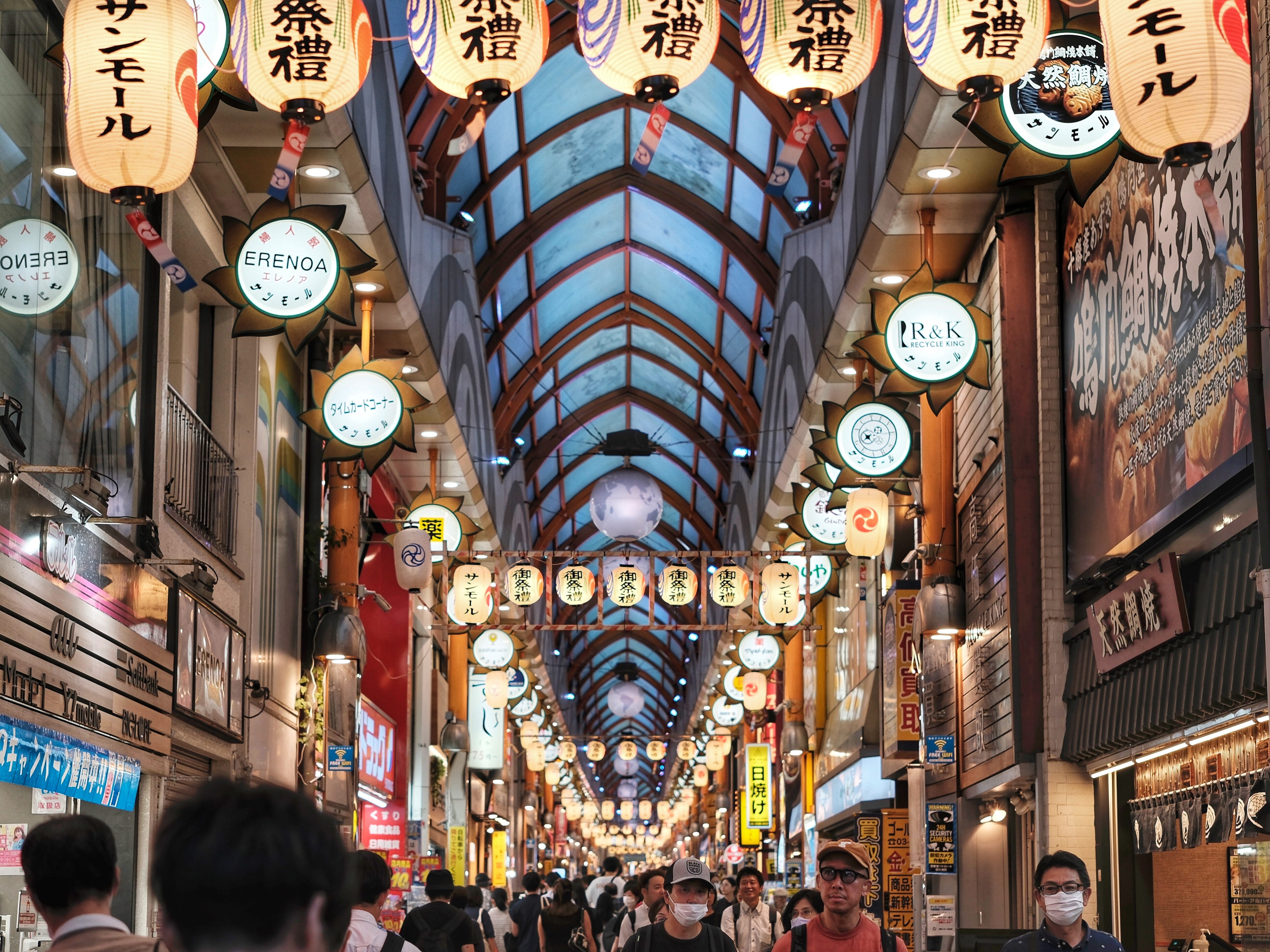
Shōtengai von Nakano in Tokio

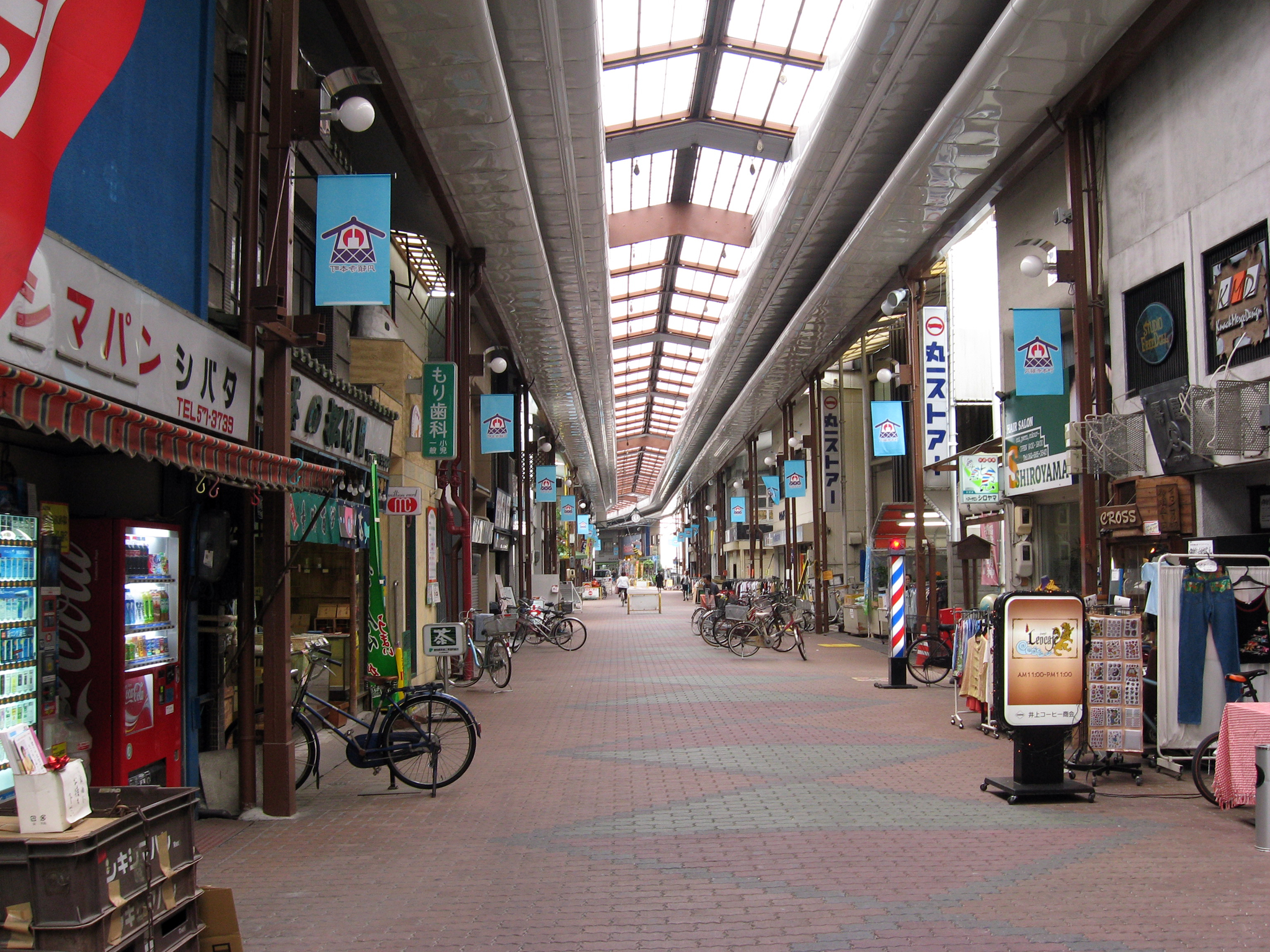
Endoji-honmachi-dōri in Nagoya

Ein Shōtengai (jap. 商店街) ist eine für Japan typische Einkaufsstraße in städtischen Gebieten, die für den Autoverkehr gesperrt ist. Die Shōtengai sind meist lokal ausgerichtet und bedienen die Bedürfnisse der Anwohner mit einer vielfältigen Mischung aus kleinen Fachgeschäften und wenigen großen Einzelhändlern. In vielen älteren Stadtvierteln dienen diese Straßen als kulturelle Treffpunkte, an denen das ganze Jahr über saisonale Feste, Umzüge und andere Veranstaltungen stattfinden.
Viele ältere Shōtengai entstanden entlang von Straßen, die zu großen Shintō-Schreinen oder buddhistischen Tempeln führen; ein typisches Beispiel in Tokio ist die Nakamise-dōri zum Sensō-ji in Asakusa. Modernere Shōtengai führen oft zu Bahnhöfen, U-Bahn-Stationen oder zu anderen öffentlichen Treffpunkten wie großen Parks oder Sehenswürdigkeiten. In den meisten Städten Japans gibt es Shōtengai unterschiedlicher Größe. Dabei können größere Shōtengai die Form einer überdachten Arkade haben, die nur zu Fuß oder mit dem Fahrrad erreichbar ist.

## Kommerzielle Merkmale
Ein Shōtengai kann von einem oder zwei großen Einzelhändlern (z. B. einem Lebensmittelladen oder einer Drogerie) dominiert werden, doch die meisten Einzelhändler sind in der Regel kleine Geschäfte in Familienbesitz, die sich auf bestimmte Produkte wie Obst, Gemüse, Fleisch, Bücher, Kleidung, Arzneimittel, Möbel, Haushaltswaren und Schreibwaren oder auf bestimmte Dienstleistungen wie Friseure, Druckereien, Schneider oder Reinigungskräfte spezialisiert haben. Hinzu kommen Gastronomiebetriebe wie Izakayas, Teehäuser, Süssigkeitenläden oder Streetfoodstände für Udon, Ramen, Tempura und ähnliches. Zu den öffentlichen Einrichtungen, die sich innerhalb oder in der Nähe von Shōtengai befinden, gehören häufig ein Postamt oder eine Kōban-Polizeistation. In größeren Städten gibt es in den zentraler gelegenen Shōtengai häufig einen größeren Anteil an Einzelhandelsketten sowie Hotels, Lebensmittelgeschäfte oder Pachinko-Salons.

## Kulturelle Funktionen
Über ihre praktische Rolle als Geschäftsviertel hinaus dienen Shōtengai als wichtige soziale Räume, indem sie durch Vereinigungen von Ladenbesitzern den Zusammenhalt in einem Viertel fördern und gemeinsam mit den Nachbarn saisonale Feste und Veranstaltungen ausrichten. Ein ungewöhnliches Merkmal der meisten Shōtengai ist, dass die Ladenbesitzer oft Eigentümer der Gebäude sind, in denen sie ihre Läden betreiben, anstatt Flächen von einem einzigen Vermieter oder einer Entwicklungsfirma zu mieten. Dies gibt den Shōtengai-Ladenbesitzern mehr Freiheit, sich auf die sozialen Bedürfnisse ihrer Nachbarschaft zu beziehen und ihnen zu dienen, anstatt sich ausschließlich auf den wirtschaftlichen Nutzen konzentrieren zu müssen.